# Костел святого Станіслава (Золотники)
Костел святого Станіслава в Золотниках — культова споруда, зруйнований храм Римсько-католицької церкви в селі Золотниках Тернопільської области України.

## Відомості
- 1459 — пожертвами Михайла Золотницького (Вільчека) споруджено костел.
- 1648 — відбудовано дерев'яний римо-католицький храм Матері Божої, св. Станіслава, св. Войтеха, св. Івана Хрестителя і св. Миколая, який згорів 22 червня 1827 року.
- 1826—1827 — збудовано парафіяльний будинок.
- 18 грудня 1857 — освячено кам'яний костел, який завершили будувати в 1858 р.
- 1872 — львівський латинський архиєпископ Францішек Вежхлейський здійснив повне освячення.
- 1925—1929 — зроблено ремонт святині та допоміжних будівель.
- 1939—1945 — храм зазнав руйнувань під час Другої світової війни.
- 1950 — перебудований костел почав функціонувати як кінотеатр і будинок культури.
- 1991—1992 — через несправний дах храм перетворився в руїни.

## Настоятелі
- о. Антоній Шварц,
- о. Ігнатій Токарчук (1942—1944).